# SAKURA GRADUATION
SAKURA GRADUATION（サクラ グラデュエーション）は、日本の愛知県名古屋市を拠点とする6人組女性アイドルグループ。現在の略称は「サクラグ」。かつての略称は「クラグラ」。所属事務所の先輩グループであるBOYS AND MENの妹分として2023年に結成され、2027年3月にメンバー全員が卒業予定。

## 概要
所属事務所であるフォーチュンエンターテイメント社長・谷口誠治の完全プロデュースという触れ込みで、「世界に羽ばたくガールズグループ」をコンセプトに、2023年7月から中京テレビで放送されたオーディション番組『私、今日でアイドルやめます～ガールズ版ボイメンが生まれるオーディション』から誕生したダンス&ボーカルグループである。
メンバーの選定に至るまでには、動画配信サービスSHOWROOMによる審査や合宿での歌唱・ダンス・振付審査が行われ、参加者自らが続行するか辞退するかを選択できるという前代未聞の形式でのオーディションとなった。
最終的に選出された6人のメンバーで結成され、シングル『シゲキテキVIVID!!』でメジャーデビューが決定、全国各地でリリースイベントを実施。
デビュー当日の2024年2月28日、ダイバーシティ東京で行われた発売記念イベントにて、谷口から3年の期間限定グループであることが明かされると同時に、今後の活動内容や展望についても発表が行われた。

## 特徴
ライブでは持ち歌の他に、カバー曲として『BOY MEETS GIRL』（trf）、『抱いてHOLD ON ME!』（モーニング娘。）などのJ-POPの他、『キューティーハニー』（倖田來未）、『DANZEN! ふたりはプリキュア（Ver. Max Heart）』（五條真由美）などのアニメ関連ソングを歌唱することが多い。
グループのファンのことは「トモダチ」や「おトモダチ」と呼び、「トモダチのWA（輪）!!」を拡めるための活動を行っている。

## 主な来歴

### 2023年
- 4月30日、オーディションが始動[7]。

- 7月25日、オーディションの過程を追ったテレビ番組『私、今日でアイドルやめます～ガールズ版ボイメンが生まれるオーディション』が放送開始[19]。
- オーディションの結果6名のメンバーが選出され、8月20日に行われた「なごやエンタメ祭り」にて初お披露目[9]。

- 11月、翌年2月28日にシングル『シゲキテキVIVID!!』でCDデビューすることが発表される[10]。
- 11月25日、名古屋・BM Theaterにて初の単独ライブ『初めまして、クラグラです！』開催[20]。

### 2024年
- 2月24日（深夜）、中京テレビにてグループ初冠テレビ番組『SAKURA GRADUATIONの清算てれび』（MC：ウエストランド）が放送[21]。
- 2月28日、ダイバーシティ東京にてデビューシングル『シゲキテキVIVID!!』発売記念イベント開催[14]。2027年3月に全員が卒業することが発表されたが、この件はメンバーも初耳であった[5][6]。

- 3月、『東・名・阪ツアー2024「クラグラのトモダチのWA!!」』開催[16]。
- 3月23日、「世界コスプレサミット2024」（通称：コスサミ）応援サポーター就任が発表される[22]。

- 5月19日、名古屋で開催されたコスサミ関連イベント「ホココス2024」に出演、コーナーMCを担当[23]。

- 6月から9月にかけて、『クラグラのトモダチのWA!! in 7大都市ツアー』開催。福岡、広島、北海道、仙台、愛知、大阪、東京の7都市で公演が行われた[24]。

- 8月2日から4日までの3日間、名古屋で開催された「世界コスプレサミット2024」に出演[25][26]。
- 8月27日、2ndシングル『CANDY TOWER』がリリース[27]。

- 9月21日、メンバー全員が出演しLiliが振付を担当した、名古屋市長・河村たかしのデビューシングル『何をやってもしかられる』のミュージックビデオが公開[28][29]。

- 10月18日、7大都市ツアーのテーマソング『BE MY FRIEND!!』が配信リリース[30]。

- 11月から12月にかけて、『クラグラの「トモダチのWA‼」拡大計画』と題し全10公演を開催[31]。
  - 「期間内に1公演でも会場である名古屋・NDP studioを満員にする」、「総動員数500人以上」という2つの条件（後者は追加条件）を達成することで、12月29日にBM Theatreでの単独公演が行われるというサバイバル企画となっており、両者とも達成された[32]。
  - また、11月17日開催のVol.6（第6回公演）単独の条件である目標動員数70人[33]を達成したため、11月19日には「世界コスプレサミット」のテーマソング『We Can Start!!』の公式カバーバージョンが配信リリースされた[34]。

- 12月29日、『目標達成記念!トモダチのWA!!年末超拡大計画!!!!!!』が開催され、翌年3月の3rdシングル発売と、グループの略称を「クラグラ」から「サクラグ」に変更することが発表された[2][35]。
  - また、定員となる200席分のチケット完売を達成することで、メンバー紹介楽曲『SAKURA GRADUATION』が配信リリースされる予定であったが[36]、達成には至らず持ち越しとなった。

### 2025年
- 2月13日、前年に引き続き「世界コスプレサミット2025」の公式サポーターを担当することが発表される[37]。
- 3月1日、前年の『クラグラの「トモダチのWA‼」拡大計画』にてeスポーツに挑戦したMireiが、本格的にeスポーツに参戦することを表明[38]。

- 3月7日、3rdシングル『SAKURA FLAVOR』がリリース[39]。

- 6月8日〜9日、初の海外でのイベントとなる、台湾で開催のコスサミ予選「2025桃園市コスプレカーニバル（WCS in TAOYUAN 台湾予選大会）」に出演[40]。

- 6月21日、東京・渋谷で行われたイベントにて、9月19日に4th両A面シングル『ちゅちゅる革命☆/セイシュンノカケラ』をリリースすることを発表。また、7月末に名古屋市にオープンするエンターテインメント施設「世界アイドル共和国」のメインアンバサダーに就任することも発表された[41]。

## メンバー
序列は公式サイトにおける掲載順に準ずる。イベントの特典会などにおいて、「FRIENDLYチーム」と「COOLチーム」の二手に分かれることがある。
| 名前   | よみ   | 生年月日               | 出身地   | チーム   | 備考 | SNS(X,インスタグラム,TikTok)                                                                              |
| ------ | ------ | ---------------------- | -------- | -------- | --- | --- |
| Aira   | あいら | 2008年5月22日（17歳）  | 愛知県   | COOL     | メンバー1身体が柔らかく、特技はバトントワリング。昭和歌謡好き。テレビ東京系で放送されていたオーディション番組に出演経験あり。     | https://x.com/SAKURAG_Aira https://www.instagram.com/sakurag_aira https://www.tiktok.com/@sakurag_aira    |
| Aoi    | あおい | 2008年11月14日（16歳） | 愛知県   | FRIENDLY | Airaと同じく最年少組。特技はチアダンスと笑顔で、「ハッピースマイル」や「ヒーリングスマイル」と呼ばれる。                          | https://x.com/SAKURAG_Aoi https://www.instagram.com/sakurag_aoi https://www.tiktok.com/@sakurag_aoi       |
| Mirei  | みれい | 2000年8月20日（24歳）  | 福岡県   | FRIENDLY | リーダー。元社長秘書という肩書きを持ち、デスクワークなども担当。アイドルとしての活動経験もある。                                  | https://x.com/SAKURAG_Mirei https://www.instagram.com/sakurag_mirei https://www.tiktok.com/@sakurag_mirei |
| Hitomi | ひとみ | 2003年2月12日（22歳）  | 千葉県   | FRIENDLY | メンバー1の食いしん坊で、現役大学生。グループ内では裏の番長でもある。特技はフラダンス。                                           | https://x.com/SAKURAG_Hitomi https://www.instagram.com/sakurag_hitomi                                     |
| Anon   | あのん | 2003年2月11日（22歳）  | 石川県   | COOL     | 170cmとメンバー1の高身長。元バンドマンで、特技はギターと世界の民謡。石川県の大学に在学していたが、2025年3月に卒業。               | https://x.com/SAKURAG_Anon https://www.instagram.com/sakurag_anon https://www.tiktok.com/@sakurag_anon    |
| Lili   | りり   | 2004年4月21日（21歳）  | 鹿児島県 | COOL     | ダンスが得意な元K-POPアイドル。カップリング曲やカバー曲などの振付も担当。大のプリキュア好きで、カバー曲のプリキュアはLiliの選曲。 | https://x.com/SAKURAG_Lili https://www.instagram.com/sakurag_lili https://www.tiktok.com/@sakurag_lili    |

## ディスコグラフィ

### シングル
|     | 発売日        | タイトル          | レーベル             | カップリング   | オリコン 最高位    |
| --- | ------------- | ----------------- | -------------------- | -------------- | ------------------ |
| 1st | 2024年2月28日 | シゲキテキVIVID!! | Nagoya Dream Records | キミはバッテラ | 22位               |
| 2nd | 2024年8月27日 | CANDY TOWER       | Nagoya Dream Records | Many Many WANT | 29位               |
| 3rd | 2025年3月7日  | SAKURA FLAVOR     | Nagoya Dream Records | BE MY FRIEND!! | 10位(インディーズ) |

### 配信曲
| 配信開始日     | タイトル       | 備考                                            |
| -------------- | -------------- | ----------------------------------------------- |
| 2024年10月18日 | BE MY FRIEND!! | 3rdシングルにカップリングとして収録             |
| 2024年11月19日 | We Can Start!! | 「世界コスプレサミット」 テーマソングをカバー。 |

## 出演

### ドキュメンタリー
- 私、今日でアイドルやめます～ガールズ版ボイメンが生まれるオーディション（2023年7月25日 - 2024年8月29日、中京テレビ）[49]
  - 特別編（2024年9月4日、日本テレビ）

### バラエティ
- SAKURA GRADUATIONの清算てれび!!（2024年2月24日、中京テレビ）[50]

### ラジオ
- サクラグ Second Room♪（旧タイトル：クラグラ Second Room♪ 2024年1月5日 - 愛知北エフエム放送 United North）[51]
- フォーチュンラジオ（2024年4月24日 - 、エフエム豊橋）[52]
- FAIR NEXT INNOVATION ICONIC MOMENTS（2024年7月 - 、ZIP-FM）[53][54]
- OH! MY CHANNEL!（2024年10月3日 - 、東海ラジオ）[55]

### 朗読劇
- 朝ゲキ 朗読劇 第3弾！「でかける時はいつも」 「コインランドリーカタルシス」（2024年10月）Aira・Aoi・Lili[56]
- 朝ゲキ 朗読劇「でかける時はいつも」 「夏砂に描いた」「記憶観覧車」（2025年2月）Mirei・Anon・Lili[57]
- となりのパンダs第8回公演「100年越しの初恋Vol.5」（2025年5月）Mirei[58]
- 朝ゲキ 朗読劇season2「でかける時はいつも」「コインランドリーカタルシス」「夏砂に描いた」「記憶観覧車」（2025年7月）Lili・Mirei・Hitomi・Anon[59]

### その他
- 河村たかし『何をやってもしかられる』ミュージックビデオ（2024年）[28][29]

## その他の活動
- プラスチック資源一括収集広報動画 出演（2024年）[60]
- 「世界コスプレサミット2024」応援サポーター（2024年）[22]
- 「警備のMT」タイアップ（2024年）[61][62]
- 「世界コスプレサミット2025」応援サポーター（2025年）